# Orléans
Orléans nagyváros Franciaország középső részén, a Loire folyó völgyében. Centre-Val de Loire régió és Loiret megye székhelye (prefektúra). Franciaország kulturális és történelmi városa címet viseli. Az Amerikai Egyesült Államokban található New Orleans erről a városról kapta a nevét Lakosainak száma 116 344 fő (2022. január 1.). Orléans Fleury-les-Aubrais, La Ferté-Saint-Aubin, Olivet, Ardon, Saint-Cyr-en-Val, Saint-Jean-de-Braye, Saint-Jean-de-la-Ruelle, Saint-Jean-le-Blanc, Saint-Pryvé-Saint-Mesmin, Saran és Semoy községekkel határos.

## Története

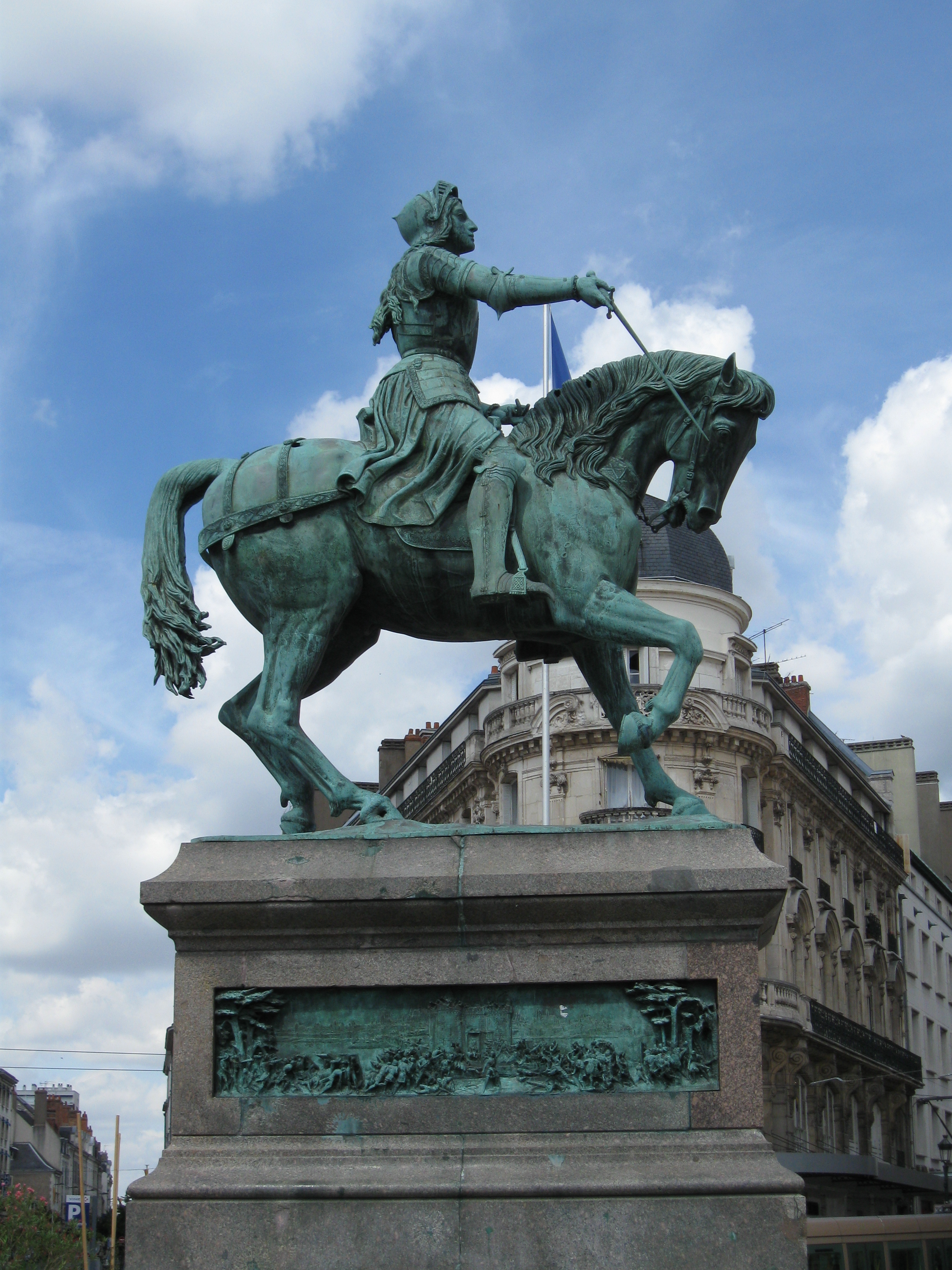
Place du Martroi, az orléans-i szűz szobra

Orléans már a történelem előtti időkben lakott hely volt, később a gallok egyik törzse telepedett meg a Loire folyónak ezen területén, majd Caius Iulius Caesar emeltetett várost itt, Cenabum néven, viszont éppen ez a környék vált a római uralom elleni gall lázadások egyik kiindulópontjává. A rómaiak távozása után a folyóparton hamarosan jelentős és gazdag település - Aureliani négyszögerőd - jött létre, melyet Attila hunjaival eredménytelenül ostromolt meg 451-ben. A francia királyság kialakulása után is fontos szerepet kapott. Amikor a százéves háborúban a királyság területe mindinkább fogyatkozott, az akkor még megkoronázatlan, a trónöröklésre való jogában is támadott Dauphin, a későbbi VII. Károly a Loire mentére volt kénytelen visszavonulni, hiszen Párizs is az angolok kezére került. Orléans birtoklása kulcsfontosságú lett mindkét fél számára. A Párizs felől előrenyomuló és jelentős túlerőben levő angolok 1428 októberében ostromgyűrűbe fogták, hogy átkelhessenek a Loire hídján, s végső csapást mérhessenek a francia királyságra. Az ostromgyűrű egészen a következő év májusáig állt a várfalak tövében. Ekkor érkezett meg kis csapatával Jeanne d’Arc, bejutott a várba, fellelkesítette a várvédőket s egyúttal az angolokat kívülről szorongató franciákat is. Bár a harcokban maga is megsebesült, 1429. május 7-én súlyos vereséget mért az ostromlókra. Ennek a sikernek köszönhetően a franciák június közepén újabb győzelmet arattak, s ezzel megindult az elfoglalt terület felszabadítása. Jeanne d’Arc az angolok számára az első számú ellenség lett, Franciaországnak viszont hősnője, s később szentje. Az 1429-es csata évfordulóján, minden év május 7-én és 8-án ünnepi misével, felvonulásokkal, sőt katonai parádéval emlékeznek meg a hős Szűzről.
Orléans birtoklásáért nemegyszer vívtak véres csatát a későbbiekben is, a francia vallásháborúk korában többször is gazdát cserélt. Évszázadokkal később, csatáztak itt a napóleoni háborúban, majd 1870-ben, végül a második világháborúban a németek foglalták el, a bombatámadások következtében jelentős része megsemmisült.

## Demográfia
| Év   | Lakosság |
| ---- | -------- |
| 1793 | 51 500   |
| 1800 | 41 937   |
| 1806 | 42 651   |
| 1821 | 40 233   |
| 1831 | 40 161   |
| 1841 | 42 584   |
| 1846 | 45 788   |
| 1851 | 47 393   |
| 1856 | 46 922   |

| Év   | Lakosság |
| ---- | -------- |
| 1861 | 50 798   |
| 1866 | 49 100   |
| 1872 | 48 976   |
| 1876 | 52 157   |
| 1881 | 57 264   |
| 1886 | 60 826   |
| 1891 | 63 705   |
| 1896 | 66 699   |

| Év   | Lakosság |
| ---- | -------- |
| 1901 | 67 311   |
| 1906 | 68 614   |
| 1911 | 72 096   |
| 1921 | 69 048   |
| 1926 | 70 611   |
| 1931 | 71 606   |
| 1936 | 73 155   |
| 1946 | 70 240   |

| Év   | Lakosság |
| ---- | -------- |
| 1954 | 76 439   |
| 1962 | 84 233   |
| 1968 | 95 828   |
| 1975 | 106 246  |
| 1982 | 102 710  |
| 1990 | 105 111  |
| 1999 | 113 126  |
| 2006 | 113 130  |
| 2010 | 114 167  |
| 2015 | 114 644  |

## Látnivalók
- Cathédrale Ste-Croix – a katedrálist a XII. században kezdték építeni, a francia vallásháborúk korában a protestánsok által nagyrészt lerombolt templom újjáépítésére IV. Henrik adott parancsot. Az eredeti román kori tornyokat ekkor lebontották, s a XVIII. században gótikusakat emeltek helyükre, a huszártorony pedig a múlt századi. A homlokzat fölé magasodik további két lépcsőzetes, gazdagon díszített torony.
- Musée des Beaux-Arts – régészeti és szépművészeti múzeum.
- Hotel Groslot – a palota a városba látogató királyok lakhelye volt, 1550-ben épült. II. Ferenc ebben az épületben halt meg.
- Place du Martroi – a város főtere, egykori ókeresztény temető helyén alakult ki. A tér közepén áll az orléans-i szűz szobra, Denis Foyatier alkotása.

## Testvérvárosok
- - Dundee
- - Treviso
- - Münster
- - Kristiansand
- - Wichita
- - Tarragona
- - Saint-Flour
- - Ucunomija
- - Lugos
- - Krakkó
- - Parakou
- - Türosz
- - Perm
- - New Orleans